# کاستاریکا (ماتو گروسو دو سول)
کاستاریکا (به پرتغالی: Costa Rica) یک منطقهٔ مسکونی در برزیل است که در ماتوگروسو جنوبی واقع شده‌است. کاستاریکا ۵٬۷۲۳ کیلومتر مربع مساحت و ۲۱٬۱۴۲ نفر جمعیت دارد.